# Marc Gronau
Marc Gronau (* 23. Januar 1974 in Berlin) ist ein ehemaliger deutscher Eishockeytorwart, der in der Deutschen Eishockey Liga für die Berlin Capitals aktiv war.

## Karriere
Marc Gronau begann seine Profilaufbahn als Ersatztorhüter bei den Berlin Capitals in der DEL, wo er zwischen 1994 und 1996 für 17 Spiele zwischen den Pfosten stand. Anschließend wechselte Gronau nach England, wo er für Manchester Storm aus der Ice Hockey Superleague aufs Eis ging, die Saison aber beim Deggendorfer EC in der deutschen Hacker-Pschorr-Liga beendete. 
Ab 1997 spielte er bis zur Beendigung seiner Karriere nach der Saison 2005/06 ausschließlich in Neuwied, mit deren Mannschaft er 1998 die Meisterschaft der zweitklassigen 1. Liga und 2001 die Regionalliga Nord gewinnen konnte. Zunächst spielte er drei Spielzeiten beim EHC Neuwied bis zu dessen insolvenzbedingten Spielbetriebseinstellung in der 1. Liga bzw. der Bundesliga und anschließend für deren Nachfolgeverein SC Mittelrhein-Neuwied eine Saison in der Regionalliga sowie fünf Spielzeiten in der drittklassigen Oberliga.

## Erfolge und Auszeichnungen
- Meister der 1. Liga 1998
- Meister der Regionalliga Nord 2000/01  Aufstieg in die Oberliga